# Pyrausta porphyralis
Pyrausta porphyralis là một loài bướm trong họ Crambidae. Chúng được tìm thấy ở châu Âu.